# Karl Gustaf Brandberg
Karl Gustaf Brandberg, född 13 september 1905 i Tryde församling, Kristianstads län, död 19 september 1997 i Solna församling, Stockholms län, var en svensk militär.

## Biografi
Brandberg var son till ingenjör Sven Brandberg och Emma Andrén. Han blev volontär vid Svea livgarde vid 17 års ålder och inledde därmed en ovanlig karriär ”den långa vägen” från underbefäl till generallöjtnant. Han gick Arméns underofficerskola och läste samtidigt till studentexamen, som han avlade 1929. Han gick därefter Krigsskolan, där han avlade officersexamen 1931. Samma år utnämndes han till fänrik vid Södra skånska infanteriregementet, där han 1935 blev löjtnant och 1941 kapten. Åren 1938–1940 studerade han vid Krigshögskolan. Han tjänstgjorde 1943–1945 vid Centrala värnpliktsbyrån i Arméstaben och var därefter förste lärare i taktik vid Artilleri- och ingenjörhögskolan 1945–1949. År 1949 befordrades han till major och var stabschef i Hemvärnet 1949–1952, varpå han tjänstgjorde vid Norra skånska infanteriregementet 1952–1955 och blev  överstelöjtnant 1954. Han studerade vid Försvarshögskolan 1955. År 1955 befordrades han till överste, varpå han var chef för sektionen för organisation och utrustning i Arméstaben 1955–1958, chef för Norrbottens regemente 1958–1961, ställföreträdande befälhavare för VI. militärområdet 1961–1963 och tillförordnad befälhavare i VI. militärområdet 1963. Han befordrades 1963 till generalmajor och var befälhavare för VII. militärområdet 1963–1966, chef för Gotlands militärkommando 1966–1968 och rikshemvärnschef 1968–1971. Han inträdde som generallöjtnant i reserven 1971.
Brandberg var ledamot av Gruppchefsutredningen 1949–1952 och Totalförsvarets personalutredning 1955–1961 med flera utredningar. Åren 1971–1980 var han vice ordförande i Sveriges civilförsvarsförbund.
Brandberg invaldes 1957 som ledamot av Kungliga Krigsvetenskapsakademien. Han är begravd på Nacka norra kyrkogård.

## Utmärkelser
- Kommendör med stora korset av Svärdsorden, 6 juni 1970.[9]